# Haltepunkt Neulußheim
Der Haltepunkt Neulußheim ist die einzige Bahnstation der baden-württembergischen Gemeinde Neulußheim. Sie wurde im Zuge des Baus der Neubaustrecke Mannheim–Stuttgart 1986 neu errichtet. Der Haltepunkt liegt an der Bahnstrecke Mannheim–Rastatt. Die Schnellfahrstrecke Mannheim–Stuttgart verläuft direkt neben dem Haltepunkt, ohne dass ein Zugang zu den darauf verkehrenden Zügen existiert. Der Haltepunkt steht seit 2022 unter Denkmalschutz.

## Geschichte
Der Haltepunkt Neulußheim entstand mit dem Bau der Schnellfahrstrecke Mannheim–Stuttgart 1986 und ersetzte seinen weiter westlich gelegenen Vorgänger, dessen Empfangsgebäude nunmehr kulturell genutzt wird. Ähnlich wie im benachbarten Bahnhof Hockenheim sollten die Altstrecke Karlsruhe–Mannheim und die Schnellfahrstrecke in diesen Bereich gebündelt werden.
Im Zuge der Baumaßnahmen zur Neubaustrecke wurde die Bahnstrecke Mannheim–Rastatt zwischen Hockenheim und Neulußheim auf einer Länge von 6,60 km neu trassiert. Zwischen Hockenheim und Neulußheim verläuft die Neubaustrecke seitdem parallel zur Altstrecke Karlsruhe–Mannheim, die in diesem Bereich um rund 120 m verlegt und mit der Bundesstraße 36 gebündelt wurde.
Für die Errichtung der neuen Bahnstation in Neulußheim wurde der aus Offenbach am Main stammende Architekt Gottfried Böhm beauftragt. Böhm wurde als bisher einziger deutscher Architekt mit dem angesehenen Pritzker-Preis ausgezeichnet. Es entstand unter seiner Federführung ein neuer Mittelbahnsteig an der Bahnstrecke Mannheim–Rastatt. Da jedoch der neue Haltepunkt an der östlicher gelegenen Altstrecke angelegt wurde, musste auch ein Bauwerk zum Queren der Neubaustrecke entstehen. Die Wahl fiel auf eine Brücke über beide Bahnstrecken, welche mit einer Länge von 108 Metern entsprechend sehr groß ausfiel. Die Bauarbeiten dauerten von 1984 bis 1987. Von 1986 an unterstützte der Architekt Wolfgang Pehnt Böhm bei den Arbeiten an dem Haltepunkt. Die Station entstand in baukünstlerischer Hinsicht mit den für Böhm typischen Materialien Beton, Stahl und Glas.
Am 14. September 1986 wurde der Haltepunkt während der Feierlichkeiten anlässlich des 275-jährigen Bestehens des Ortes eröffnet.
Die Bahn hat 2010/2011 in die Sanierung der Brücke rund 135.000 Euro investiert, die Kommune hat rund 50.000 Euro für Maßnahmen im Bahnhofsumfeld aufgewendet. Im Rahmen der 2. Ausbaustufe der S-Bahn Rhein-Neckar wurde der Bahnhof mit dem Bau von Aufzügen sowie einer neuen Gleistreppe bis September 2020 stufenfrei erschlossen.